# The Wall Street Shuffle
The Wall Street Shuffle is de vijfde single van 10cc. Het is afkomstig van hun tweede studioalbum Sheet Music uit 1974. Op 15 juni dat jaar werd het nummer op single uitgebracht.

## Achtergrond
Na een aantal singles die weinig succes hadden, had 10cc met The Wall Street Shuffle van Eric Stewart en Graham Gouldman weer eens een voltreffer. De single gaat over Wall Street, de economie, de dollar en andere valuta, de familie Rothschild en Howard Hughes. Tevens wordt de teloorgang van het Britse pond nog even aangestipt (Feel the Sterling crumble) en de mening dat alles te koop is (Bet you’d sell your mother; you can buy another). Inspiratie kwam via Lol Creme. 10cc reed na het succes met Rubber Bullets in een limousine over Wall Street, Creme dacht meteen aan de titel Wall Street Shuffle. 
Als B-kant werd gekozen voor Gismo My Way (3:40) van 10cc als een band, dat niet op het album stond. Het is de eerste keer dat in de geschiedenis van de band het woord Gismo openbaar gebruikt wordt.
De plaat werd uitsluitend een hit op de Britse eilanden, in Duitsland en in het Nederlandse taalgebied. In thuisland het Verenigd Koninkrijk bereikte de plaat een 10e positie in de UK Singles Chart en een 9e positie in Ierland. In Duitsland werd de 43e positie behaald, in Canada een bescheiden 87e en in de Verenigde Staten de 103e positie.
In Nederland werd de plaat op zaterdag 10 augustus 1974 verkozen tot de 179e Troetelschijf van de week op Hilversum 3 en werd een grote hit in de destijds twee hitlijsten op de nationale publieke popzender. De plaat bereikte de 2e positie in de Nationale Hitparade en de nummer 1-positie in de Nederlandse Top 40 (sinds donderdag 3 oktober 1974 bij de TROS te horen met dj Ferry Maat).
In België bereikte de plaat de 4e positie in zowel de voorloper van de Vlaamse Ultratop 50o als de Vlaamse Radio 2 Top 30. In Wallonië werd de 41e positie bereikt.

## Hitnoteringen

### Nederlandse Top 40
| "The Wall Street Shuffle" in de Nederlandse Top 40 binnen: week 33/1974 | "The Wall Street Shuffle" in de Nederlandse Top 40 binnen: week 33/1974 | "The Wall Street Shuffle" in de Nederlandse Top 40 binnen: week 33/1974 | "The Wall Street Shuffle" in de Nederlandse Top 40 binnen: week 33/1974 | "The Wall Street Shuffle" in de Nederlandse Top 40 binnen: week 33/1974 | "The Wall Street Shuffle" in de Nederlandse Top 40 binnen: week 33/1974 | "The Wall Street Shuffle" in de Nederlandse Top 40 binnen: week 33/1974 | "The Wall Street Shuffle" in de Nederlandse Top 40 binnen: week 33/1974 | "The Wall Street Shuffle" in de Nederlandse Top 40 binnen: week 33/1974 | "The Wall Street Shuffle" in de Nederlandse Top 40 binnen: week 33/1974 | "The Wall Street Shuffle" in de Nederlandse Top 40 binnen: week 33/1974 | "The Wall Street Shuffle" in de Nederlandse Top 40 binnen: week 33/1974 | "The Wall Street Shuffle" in de Nederlandse Top 40 binnen: week 33/1974 | "The Wall Street Shuffle" in de Nederlandse Top 40 binnen: week 33/1974 | "The Wall Street Shuffle" in de Nederlandse Top 40 binnen: week 33/1974 | "The Wall Street Shuffle" in de Nederlandse Top 40 binnen: week 33/1974 |
| Week                                                                    | 1                                                                       | 2                                                                       | 3                                                                       | 4                                                                       | 5                                                                       | 6                                                                       | 7                                                                       | 8                                                                       | 9                                                                       | 10                                                                      | 11                                                                      | 12                                                                      | 13                                                                      | 14                                                                      |                                                                         |
| ----------------------------------------------------------------------- | ----------------------------------------------------------------------- | ----------------------------------------------------------------------- | ----------------------------------------------------------------------- | ----------------------------------------------------------------------- | ----------------------------------------------------------------------- | ----------------------------------------------------------------------- | ----------------------------------------------------------------------- | ----------------------------------------------------------------------- | ----------------------------------------------------------------------- | ----------------------------------------------------------------------- | ----------------------------------------------------------------------- | ----------------------------------------------------------------------- | ----------------------------------------------------------------------- | ----------------------------------------------------------------------- | ----------------------------------------------------------------------- |
| Nummer                                                                  | 24                                                                      | 12                                                                      | 10                                                                      | 8                                                                       | 7                                                                       | 4                                                                       | 2                                                                       | 2                                                                       | 1                                                                       | 2                                                                       | 3                                                                       | 7                                                                       | 16                                                                      | 37                                                                      | uit                                                                     |

### Nationale Hitparade
| "The Wall Street Shuffle" in de Nationale Hitparade binnen: 17-08-1974 | "The Wall Street Shuffle" in de Nationale Hitparade binnen: 17-08-1974 | "The Wall Street Shuffle" in de Nationale Hitparade binnen: 17-08-1974 | "The Wall Street Shuffle" in de Nationale Hitparade binnen: 17-08-1974 | "The Wall Street Shuffle" in de Nationale Hitparade binnen: 17-08-1974 | "The Wall Street Shuffle" in de Nationale Hitparade binnen: 17-08-1974 | "The Wall Street Shuffle" in de Nationale Hitparade binnen: 17-08-1974 | "The Wall Street Shuffle" in de Nationale Hitparade binnen: 17-08-1974 | "The Wall Street Shuffle" in de Nationale Hitparade binnen: 17-08-1974 | "The Wall Street Shuffle" in de Nationale Hitparade binnen: 17-08-1974 | "The Wall Street Shuffle" in de Nationale Hitparade binnen: 17-08-1974 | "The Wall Street Shuffle" in de Nationale Hitparade binnen: 17-08-1974 | "The Wall Street Shuffle" in de Nationale Hitparade binnen: 17-08-1974 | "The Wall Street Shuffle" in de Nationale Hitparade binnen: 17-08-1974 |
| Week                                                                   | 1                                                                      | 2                                                                      | 3                                                                      | 4                                                                      | 5                                                                      | 6                                                                      | 7                                                                      | 8                                                                      | 9                                                                      | 10                                                                     | 11                                                                     | 12                                                                     |                                                                        |
| ---------------------------------------------------------------------- | ---------------------------------------------------------------------- | ---------------------------------------------------------------------- | ---------------------------------------------------------------------- | ---------------------------------------------------------------------- | ---------------------------------------------------------------------- | ---------------------------------------------------------------------- | ---------------------------------------------------------------------- | ---------------------------------------------------------------------- | ---------------------------------------------------------------------- | ---------------------------------------------------------------------- | ---------------------------------------------------------------------- | ---------------------------------------------------------------------- | ---------------------------------------------------------------------- |
| Nummer                                                                 | 26                                                                     | 14                                                                     | 8                                                                      | 6                                                                      | 3                                                                      | 3                                                                      | 2                                                                      | 2                                                                      | 4                                                                      | 4                                                                      | 4                                                                      | 16                                                                     | uit                                                                    |

### Evergreen Top 1000
| Evergreen Top 1000 "The Wall Street Shuffle" | Evergreen Top 1000 "The Wall Street Shuffle" | Evergreen Top 1000 "The Wall Street Shuffle" | Evergreen Top 1000 "The Wall Street Shuffle" | Evergreen Top 1000 "The Wall Street Shuffle" | Evergreen Top 1000 "The Wall Street Shuffle" | Evergreen Top 1000 "The Wall Street Shuffle" | Evergreen Top 1000 "The Wall Street Shuffle" | Evergreen Top 1000 "The Wall Street Shuffle" | Evergreen Top 1000 "The Wall Street Shuffle" | Evergreen Top 1000 "The Wall Street Shuffle" |
| Jaar                                         | 2008                                         | 2009                                         | 2010                                         | 2011                                         | 2012                                         | 2013                                         | 2014                                         | 2015                                         | 2016                                         | 2017                                         |
| -------------------------------------------- | -------------------------------------------- | -------------------------------------------- | -------------------------------------------- | -------------------------------------------- | -------------------------------------------- | -------------------------------------------- | -------------------------------------------- | -------------------------------------------- | -------------------------------------------- | -------------------------------------------- |
| Positie                                      | -                                            | -                                            | -                                            | -                                            | -                                            | -                                            | -                                            | 936                                          | 848                                          | 799                                          |

### NPO Radio 2 Top 2000
| Nummer met noteringen in de NPO Radio 2 Top 2000 | '99 | '00 | '01 | '02 | '03 | '04 | '05 | '06 | '07 | '08 | '09 | '10  | '11 | '12 | '13  | '14 | '15  | '16  | '17  | '18  | '19  | '20  | '21  |
| ------------------------------------------------ | --- | --- | --- | --- | --- | --- | --- | --- | --- | --- | --- | ---- | --- | --- | ---- | --- | ---- | ---- | ---- | ---- | ---- | ---- | ---- |
| The Wall Street Shuffle                          | 372 | 286 | 120 | 167 | 287 | 225 | 224 | 370 | 214 | 239 | 380 | 1112 | 410 | 873 | 1119 | 925 | 1154 | 1102 | 1115 | 1668 | 1860 | 1993 | 1881 |

1. ↑  Een vetgedrukt getal geeft de hoogste notering aan.
2. ↑  Deze tabel is bijgewerkt tot en met de laatste editie (2024).

Graham Gouldman · Eric Stewart · Kevin Godley · Lol Creme

Paul Burgess · Rick Fenn · Stuart Tosh · Duncan Mackay · Tony O'Malley